# ثيودور مارستون
ثيودور مارستون (بالإنجليزية: Theodore Marston)‏ هو كاتب سيناريو ومخرج أمريكي، ولد في 10 أغسطس 1868 في مينيسوتا في الولايات المتحدة، وتوفي في 2 أكتوبر 1920 في لوس أنجلوس في الولايات المتحدة.

## وصلات خارجية
- ثيودور مارستون على موقع IMDb (الإنجليزية)
- ثيودور مارستون على موقع أول موفي (الإنجليزية)
- ثيودور مارستون على موقع قاعدة بيانات الأفلام السويدية (السويدية)
- ثيودور مارستون على موقع قاعدة بيانات الفيلم (الإنجليزية)
- ثيودور مارستون على موقع كينوبويسك (الروسية)